# 재건 시대

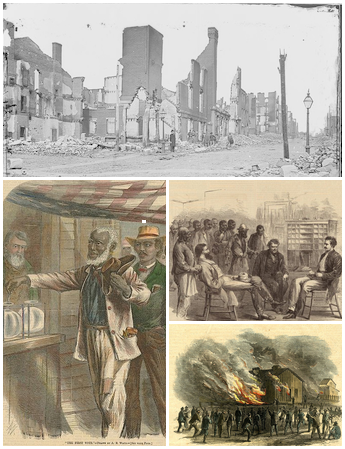

재건 시대(Reconstruction Era)는 미국의 역사에서 두 가지 의미로 해석할 수 있다. 첫째는 남북 전쟁에 이은 1865년부터 1877년까지 전국에 걸친 재건 시기, 둘째는 1863년부터 1877년까지 미국 남부의 변화를 뜻한다.
재건 시기 동안 연방 정부는 남부 주들이 합중국으로 돌아옴과 더불어 원래 연합국 지도자들의 지위를 회복하는 데 힘썼으나 해방된 흑인의 영구적인 법적, 정치적, 경제적, 사회적 체계의 평등은 실현되지 못했다. 재건을 위해 이 과제를 어떻게 이룰 것인지에 대한 논의는 이미 1861년에 시작되었지만 역사학자들은 일반적으로 그 시대의 시작을 1863년 1월 1일 〈노예 해방 선언〉에서 찾고 있다.

## 시기
재건이 시작되고 끝난 시기는 주마다 다르다. 연방 재건은 결국 1877년 타협으로 끝이 났다. 최근 수십년 간 역사학자들은 통상적인 종료 시점은 거의 1877년이었지만, 남부에서의 재건이 시작된 시기를 1865년 시작된 것이 아니라, 1863년 노예해방선언으로 잡은 포너(Foner, 1988)의 분류를 따랐다. 재건 정책은 전쟁이 시작되어 1863년 1월 1일 노예해방선언이 이루어진 이후 진지하게 논의되던 북부에서도 논란이 많았다.

## 온건파의 남부 재건
1865년 봄 남북 전쟁 종결 후, 북부를 기반으로 하는 공화당 지도자들은 노예제와 노예 소유자의 권리는 영원히 무효화되었다고 이해하고, 남부맹방 국기와 상징 등 연합국의 민족주의를 나타내는 모든 형태의 것은 억압했다. 공화당 온건주의자들은 연합국 군대가 항복한 만큼 빨리 쉽게 달성할 수 있을 것으로 생각하고 남부는 탈퇴를 철폐하고, 〈미국 헌법 수정 제13조〉를 승인했다. 이 모든 것은 1865년 9월 경에 일어난 것이다.
에이브러햄 링컨 대통령은 공화당 온건파 지도자로 재건 속도를 재촉하여 가능한 빨리 국가를 재건하기를 바라고 있었다. 1863년 후반, 링컨은 공식적으로 일부 주에서 실시되었지만 공화당 급진파는 반대했던 ‘10% 계획’으로 재건을 시작했다. 링컨은 남부에 대해 엄격하게 대해야한다는 급진파 계획이었던 1864년 〈웨이드 데이비스 법안〉에 대해 거부권을 행사했다.

## 공화당 온건파 vs 급진파
링컨의 대립 파벌이었던 공화당 급진파는 노예 제도를 폐지하고 연방 정부에 순응하겠다는 남부의 결정에 대해 강하게 의심하는 마음을 가지고 있었으며, 더 강제적인 연방 정부의 행동을 요구했다. 사실 연합국 지도자들은 온건인 링컨의 정책 하에 차례로 복권되고 있었다. 공화당 급진파 지도자는 의회 의장 사디아스 스티븐스와 상원 의원 찰스 섬너였다. 링컨의 암살 후에 새로 취임한 앤드루 존슨 대통령은 급진파에 가까운 성향에서 온건적 성향으로 바뀌었다. 당초 그는 미국 유색 인종 부대의 참전 군인에 투표권을 주는 것에 매우 적극적이었다. 그러나 1866년, 어느 정당에도 속하지 않는 존슨은 공화당 온건파와 관계를 청산하고, 평등주의와 〈미국 헌법 수정 제14조〉에 반대하고 있던 남부를 기반으로 하는 민주당에 더 강하게 손을 내밀었다. 급진파는 존슨의 정책을 공격했고, 특히 자유로운 흑인의 민권 법안에 대한 그의 거부권 발동을 비난했다.
1866년 미국 의회 선거에 의해 결정적으로 권력의 균형은 변화했다. 급진파가 연방 의회의 주도권을 잡았고, 존슨 대통령의 거부권을 뒤집을 수 있도록 대통령을 탄핵하는 것조차 충분한 의석을 획득했다. 존슨 대통령은 한 표 차이로 탄핵을 피할 수 있었지만, 그러나 재건 정책을 추진할 여력을 상실하고 말았다.

## 남부 점령
공화당 급진파는 군사재건법을 통과시켜 미국 군대를 이용하여 남부를 군사적으로 점령하게 되었다. 북부가 점령한 남부에서는 흑인에게 투표권이 부여되어, 약 1만에서 1만 5천명의 원래 연합국의 관리 및 고관 백인을 공직에서 추방하여 투표권을 다루었다. 공화당 급진파의 정책은 해방 노예와 스캘러왜그(Scalawag, 남부의 재편입을 지지한 남부 백인), 카펫 배거(Carpetbagger, 남북 전쟁 후 남부에 온 북부 사람)들이 주도권을 주에서 지속하면서, 철도 및 공립학교의 건설을 통한 남부의 산업, 사회의 재건과 근대화를 진전했다.
그러나 그들은 1870년 이후 보수적인 민주당원으로 스스로를 리디머(Redeemer, 공화당 급진파에 대한 반동으로 북부에 대항한 보수적인 남부 사람)라고 부르는 반대 세력에 의해 부정 혐의로 고소되었다. 이 시기, 남부 백인이 결성한 쿠 클럭스 클랜이 암약하면서 북부 사람이나 흑인에 대한 폭력을 휘둘렀지만, 연방 정부와 군의 개입으로 진압되고 있었다.

## 재건 종료
1877년까지, 리디머들은 남부 주에서 공화당으로부터 주도권을 되찾았다. 러더퍼드 헤이스 대통령은 미국 군대를 남부에서 철수시켰고, 3개 주로 남아 있던 공화당 정권의 붕괴를 일으켰다. 남부 주에서 잇따라 유색 인종에 대한 격리 정책(짐크로우 법)이 시작되었고, 차별 정책이 미국 헌법 수정 제13조, 제14조, 제15조에 위반된다는 연방 법원 소송에서도 “격리해도 평등하면” 합헌이라는 사법 판단이 내려졌다.
이러한 상황은 20세기 후반의 민권 운동 시대까지 계속된다.

## 의회 재진입 선언 시기
- 테네시주 – 1866년 7월 24일
- 아칸소주 – 1868년 6월 22일
- 플로리다주 – 1868년 6월 25일
- 노스캐롤라이나주 – 1868년 7월 4일
- 사우스캐롤라이나주 – 1868년 7월 9일
- 루이지애나주 – 1868년 7월 9일
- 앨라배마주 – 1868년 7월 13일
- 버지니아주 – 1870년 1월 26일
- 미시시피주 – 1870년 2월 23일
- 텍사스주 – 1870년 3월 30일[1]
- 조지아주 – 1870년 7월 15일